# Флаг Срединной Литвы
Флаг Срединной Литвы (пол. Flaga Litwy Środkowej) — официальный государственный символ Срединной Литвы, наряду с гербом. Введён Декретом Главнокомандующего армией 12 октября 1920 года. Опубликован в «Официальном вестнике Временной правящей комиссии Срединной Литвы» (пол. Litwa Środkowa. Dziennik Urzędowy Tymczasowej Komisji Rządzącej) № 1 от 17 ноября 1920 года.
Ст. 5. В качестве герба Срединной Литвы устанавливаю щит с орлом и погоней. 

Ст. 6. Красный флаг с орлом и погоней устанавливаю как государственный.
Оригинальный текст (пол.)Art. 5. Jako godło Litwy ustanawiam tarczę z Orłem i Pogonią.

Art. 6. Flage czerwoną z Orłem i Pogonią ustanawiam jako państwowa.

Флаг представлял собой прямоугольное красного полотнище, в центре которого размещены изображения польский серебряный одноглавый коронованный орёл и серебряная литовская Погоня без герба. Использовался в Срединной Литве в 1920—1922 годах.
22 марта 1922 года учредительный сейм в Варшаве принял Акт воссоединения Виленского края с Польской Республикой. 18 апреля 1922 года в Вильне при участии Начальника государства Юзефа Пилсудского, премьер-министра Антони Пониковского, примаса Польши Эдмунда Дальбора, генерала Люциана Желиговского состоялось торжественное подписание акта об установлении власти правительства Польши. С этого момента используется польский флаг.